# Radikal 155
Radikal 155 mit der Bedeutung „Zinnoberrot“ ist eines von 20  der 214 traditionellen Radikale der chinesischen Schrift, die mit sieben Strichen geschrieben werden.
Mit 6 Zeichenverbindungen in Mathews’ Chinese-English Dictionary gibt es sehr wenige Schriftzeichen, die unter diesem Radikal im Lexikon zu finden sind.
Das Radikal „rot“ nimmt nur in der Langzeichen-Liste traditioneller Radikale, die aus 214 Radikalen besteht, die 155. Position ein. In modernen Kurzzeichen-Wörterbüchern kann es sich an ganz anderer Stelle finden. Im Neuen chinesisch-deutschen Wörterbuch aus der Volksrepublik China steht es zum Beispiel an 190. Stelle.
Das Piktogramm stellt einen Menschen am Feuer dar. Die Siegelschrift-Form  besteht aus zwei Komponenten: oben 大 (da = groß) und unten 火 (huo = Feuer): großes Feuer = rot. 
Mit dem Fuß heißt das Radikal „nackte Füße“ und bezeichnet die Hilfsärzte, die auf dem Land den Bauern helfen, die bekannten „Barfußärzte“. „Rot“ mit „Kind“ bedeutet das „Neugeborene“, während „rotes Geschirr“ Terrakotta bezeichnet, weil der Lehm nach dem Brennen rot ist. 赤 ist also ein kombiniertes Zeichen.
Das Radikal 赤 stellt den Sinnzusammenhang rot her wie in 赧 (= vor Scham erröten), 赫 (he = auffällig wie rote Farbe), 赭 (= rotbraun).
In 赦 (= begnadigen) ist die rechte Komponente (攵, die Hand mit dem Stock) Sinn- und 赤 Lautträger.

## Schriftzeichenverbindungen, die vom Radikal 155 regiert werden
| Striche | Zeichen  |
| ------- | -------- |
| +0      | 赤       |
| +04     | 赥 赦    |
| +05     | 赧       |
| +06     | 赨 赩 赪 |
| +07     | 赫       |
| +09     | 赬 赭 赮 |
| +10     | 赯       |

 Im Unicodeblock Kangxi-Radikale ist das Radikal 155 unter der Codepointnummer 12.186 (U+2F9A) codiert.